# Índice (teoría de grupos)
En álgebra abstracta (específicamente en teoría de grupos), el índice de un subgrupo H en un grupo G se refiere al número de clases laterales en que un subgrupo H particiona a G.

## Introducción
Cada subgrupo H de G permite definir dos relaciones de equivalencia sobre G, denotadas por {\displaystyle \sim _{H}} (equivalencia por la izquierda) y {\displaystyle {}_{H}\!\!\sim } (equivalencia por la derecha). Se definen como:
- {\displaystyle \forall x,y\in G:}
{\displaystyle x\sim _{H}y\iff \exists h\in H:y=xh\iff x^{-1}y\in H}
{\displaystyle \!x\,\,{}_{H}\!\!\sim y\iff \exists h\in H:y=hx\iff yx^{-1}\in H}

Las llamadas clases laterales son las clases de equivalencia definidas por estas relaciones. Se denotan como {\displaystyle gH} en el caso de {\displaystyle \sim _{H}}, o bien como {\displaystyle Hg} para {\displaystyle {}_{H}\!\!\sim }.
Las respectivas particiones de G son denotadas por G:H y H:G. Es decir:
- {\displaystyle G:H:=G/\sim _{H}\,=\{gH:g\in G\}}

- {\displaystyle H:G:=G/{}_{H}\!\!\sim \,=\{Hg:g\in G\}}

## Definición
Sea G un  grupo y sea {\displaystyle H\subseteq G} un subgrupo de G. Al cardinal
{\displaystyle i(H,G):=|H:G|=|G:H|}
se le denomina índice de H en G. Otras notaciones frecuentes para {\displaystyle i(H,G)} son {\displaystyle i_{G}(H)} o también {\displaystyle [G:H]}.
En el caso de que G sea finito, tenemos la identidad:
{\displaystyle i(H,G)=|G|/|H|}
donde se ha utilizado la notación clásica, |G|, para el orden de un grupo.